# Giuseppe Gentile (politico)
Giuseppe Gentile (Sant'Agata di Militello, 19 ottobre 1879 – Roma, 13 aprile 1955) è stato un diplomatico e politico italiano.

## Biografia
Nato in una agiata famiglia della aristocrazia terriera siciliana, da Giovanni possidente e Carlotta Faraci dei baroni del Prato. Conseguì la laurea in giurisprudenza il 13 luglio 1901 a Roma. Iscritto all'albo degli avvocati presso la Corte d'Appello di Roma il 16 gennaio 1905. Il palazzo di famiglia a Sant'Agata di Militello, eretto nella seconda metà del XIX secolo, è stato acquisito in anni recenti all'interno del patrimonio immobiliare della Regione Sicilia che dopo un restauro lo ha adibito a sede istituzionale dell'ufficio di presidenza del Parco dei Nebrodi. 

### Attività diplomatica
In seguito ad esame di concorso del 15 febbraio 1907 venne nominato Applicato volontario consolare e chiamato a prestare servizio al Ministero. Il 10 maggio del 1907 venne destinato agli uffici di New York. Il 30 giugno del 1908 ne divenne viceconsole. Venne nominato Viceconsole di 2ª classe il 28 marzo del 1909. A partire dal 7 gennaio 1910 venne trasferito al consolato di Pittsburgh. Nel dicembre dello stesso anno gli venne conferita la nomina a Viceconsole di 1ª classe. Il 12 gennaio del 1911 rientrò in Italia, per ricevere l'incarico, il 16 giugno del 1911, per il rientro al consolato di New York, che reggerà dal giugno al settembre del 1913. Il 20 settembre del 1913 venne promosso a console di 3ª classe e trasferito a New Orleans. Il 9 settembre del 1917 venne promosso a console di 2ª classe e trasferito a Denver.
Il 15 gennaio 1920 gli viene conferito il titolo onorario di Inviato straordinario e Ministro plenipotenziario.
Il 3 dicembre 1926 venne reintegrato nel ruolo consolare di 1ª classe e considerato in aspettativa per il mandato politico. Il 31 luglio 1927 venne destinato al consolato di Corfù in qualità di console generale. Tra il 26 agosto e il 4 settembre partecipò alla conferenza interparlamentare di Parigi. A settembre del 1927 venne trasferito a Tolosa e nel successivo dicembre fu console generale a Parigi fino al dicembre 1932.

### Attività parlamentare
Il 16 novembre 1919 rassegna le proprie dimissioni da diplomatico perché eletto deputato alla Camera e rieletto nel 1921 e nel 1924 (nel listone fascista).  Fu membro della delegazione italiana alla conferenza di Washington per la riduzione degli armamenti navali e per l'estremo oriente, svoltasi tra il novembre 1921 e il febbraio del 1922. 
Nella XXVII legislatura (1924-1929) fu membro della commissione parlamentare di vigilanza sul fondo per l'emigrazione e membro del consiglio superiore per l'emigrazione. Tra il 15 e il 25 agosto 1924 partecipa alla delegazione italiana per la conferenza interparlamentare di Berna e Ginevra.
Nel 1932 fu nominato Consigliere di Stato.
Nel 1939 fu nominato senatore del Regno d'Italia, dove divenne membro della commissione affari esteri. Restò a Palazzo Madama fino all'agosto 1943.